# カルロス・クアドラス
カルロス・クアドラス（Carlos Cuadras、1988年8月24日 - ）は、メキシコのプロボクサー。シナロア州グアムチル出身。元WBC世界スーパーフライ級王者。
トレーナーはアベル・サンチェス。プロモーターはプエブロ所属だがマッチメイクは帝拳プロモーションと共同で行っている。

## 来歴

### アマチュア時代
2005年、国際ジュニアオリンピックバンタム級金メダル獲得。
2007年、リオデジャネイロで行われたパンアメリカン競技大会のバンタム級(54kg)で金メダルを獲得した。
2007年、アメリカのシカゴで開催された2007年世界ボクシング選手権大会にバンタム級(54kg)で出場するが2回戦で敗退した。
アマチュア時代の戦績は160戦140勝20敗。

### プロ時代
2008年5月31日、プロデビュー。初回TKO勝ちで白星でデビュー戦を飾った。
2008年10月16日、日本のリングに初登場。東京都代々木体育館で又吉康幸と対戦し、2回2分48秒TKO勝ち。この試合から帝拳と契約を交わした。
2010年2月20日、オズワルト・ロドリゲスとWBCインターナショナルスーパーフライ級ユース王座決定戦を行い、5回2分12秒TKO勝ちを収め王座獲得に成功した。
2011年9月24日、WBO世界スーパーフライ級10位のジョニー・ガルシアとWBCアメリカ大陸スーパーフライ級王座決定戦を行い、2回1分57秒TKO勝ちを収め王座獲得に成功した。
2012年9月29日、ソノラ州エルモシージョのエスタディオ・エクトル・エスピーノでロナルド・バレラとWBC世界スーパーフライ級シルバー王座決定戦を行い、7回TKO勝ちを収め王座獲得に成功した。
2012年11月24日、フェルナンド・ルマカドと対戦し、3回にボディフックでカウントアウト寸前まで追い詰めると4回にダウンを追加。その後はストップ寸前まで追い詰めるも倒しきれず12回3-0（116-110、118-108×2）の判定勝ちを収めWBCシルバー王座の初防衛に成功した。
2013年3月2日、タマウリパス州リオ・ブラボでビクトル・サラタと対戦し、7回2分33秒TKO勝ちを収めWBCシルバー王座の2度目の防衛に成功した。
2014年2月17日、WBC世界スーパーフライ級王者のシーサケット・ソー・ルンヴィサイと同級1位のクアドラスの間で行われる指名試合の入札が行われ、クアドラス陣営の帝拳プロモーションが30万2千ドルを提示し興行権を落札した。シーサケット陣営のナコンルアン・ボクシング・プロモーションズの提示額は20万9千ドルだった。
2014年5月31日、メキシコシティでWBC世界スーパーフライ級王者シーサケット・ソー・ルンヴィサイに挑戦し、8回3-0（78-73、77-74、77-75）の負傷判定勝ちを収め、王座獲得に成功した。
2014年9月20日、シナロア州グアムチルのエスタディオ・デ・ベイスボルで元WBC世界フライ級王者でWBC世界スーパーフライ級11位のソニー・ボーイ・ハロと対戦する予定だったが、ハロにビザが下りずWBC世界スーパーフライ級3位のホセ・サルガドに対戦相手を変更して試合は行われ、偶然のバッティングによりサルガドが左目下をカットし試合続行不可能となり、4回負傷判定で引き分けたが初防衛に成功した。
2014年11月13日、アメリカデビュー戦としてワシントンD.C.のワシントンヒルトン内コンベンション・センターにてソニー・ボーイ・ハロと仕切り直しで対戦する予定だったがまたもハロにビザが下りず、代わりにWBC世界スーパーフライ級15位のマービン・マバイトと対戦し、6回36秒TKO勝ちを収め2度目の防衛に成功した。
2015年4月4日、メヒコ州メテペクで元WBA世界フライ級王者でWBC世界スーパーフライ級1位のルイス・コンセプシオンと対戦し、12回3-0（117-111×2、118-110）の判定勝ちを収め3度目の防衛に成功した。
2015年8月15日、シナロア州グアムチルのエスタディオ・デ・ベイスボル・アルベルト・ベガ・チャベスでWBC世界スーパーフライ級13位のディクソン・フローレスと対戦し、5回1分11秒TKO勝ちを収め4度目の防衛に成功した。試合後、WBCから元WBC世界スーパーフライ級王者でWBC世界スーパーフライ級シルバー王者のシーサケット・ソー・ルンヴィサイと再戦するよう指令が出た。
2015年11月、WBCの年次総会でWBC世界スーパーフライ級1位シーサケット・ソー・ルンヴィサイと指名試合を行うよう指令を出した。
2015年11月28日、仙台市のゼビオアリーナ仙台で元WBA世界フライ級暫定王者でWBC世界スーパーフライ級2位の江藤光喜と対戦し、12回3-0（117-111×2、116-112）の判定勝ちを収め5度目の防衛に成功した。
2016年4月23日、ロスモチスのセントロ・デ・ウソス・ムルティプレスでWBC世界スーパーフライ級14位のリッチー・メプラナムと対戦し、メプラナムが8回終了時に棄権した為6度目の防衛に成功した。
2016年9月10日、カリフォルニア州イングルウッドのザ・フォーラムでHBOデビュー戦として同門のWBC世界フライ級王者ローマン・ゴンサレスと対戦するも、プロ初黒星となる12回0-3（112-116、113-115、111-117）の判定負けを喫し7度目の防衛に失敗、王座から陥落した。
2017年3月18日、マディソン・スクエア・ガーデンでゲンナジー・ゴロフキン vs ダニエル・ジェイコブスの前座でデビッド・カルモナとスーパーフライ級10回戦を行い、10回3－0（97-93×2、96-94）の判定勝ちを収め再起した。
2017年4月4日、WBCはクアドラスとファン・フランシスコ・エストラーダに対しWBC世界スーパーフライ級暫定王座決定戦を行うよう指令を出した。この試合の勝者はシーサケット・ソー・ルンヴィサイ対ローマン・ゴンサレス戦の勝者との対戦を義務付けた。
2017年9月9日、カリフォルニア州カーソンの スタブハブ・センター・テニスコートで行われた「SUPER FLY」にてローマン・ゴンザレスvsシーサケット・ソー・ルンヴィサイ第二戦の前座で元WBA・WBO世界フライ級スーパー王者でWBC世界スーパーフライ級3位のファン・フランシスコ・エストラーダとWBC世界同級挑戦権決定戦を行い、12回0-3（113-114×3）の判定負けを喫し王者シーサケットへの挑戦権獲得に失敗した。なお、試合後の判定結果発表で一度勝利をアナウンスされるも、エストラーダ勝利と訂正されるハプニングがあった。この試合からクアドラスはトレーナーをアベル・サンチェスに変更しており、ファイトマネーはクアドラスが62,500ドル（約700万円）、エストラーダは65,000ドル（約730万円）を稼いだ。
2018年2月24日、カリフォルニア州イングルウッドのザ・フォーラムで行われた「SUPER FLY2」でマックウィリアムズ・アローヨとWBC世界スーパーフライ級シルバー王座決定戦を行い、10回0-2（92-98、93-97、95-95）の判定負けを喫し王座獲得に失敗した。
2018年4月17日、WBCはクアドラスがアローヨ戦の際にクリーン・ボクシング・プログラムによるドーピング検査を拒否したとして、クアドラスをWBCの世界スーパーフライ級世界ランキングから除外し資格停止処分を科したことを発表し、10日後の同年4月27日にクアドラスは薬物とアルコール中毒のリハビリ施設に入所した。
2020年10月23日、メキシコシティのTVアステカ・スタジオでWBC世界スーパーフライ級王者のファン・フランシスコ・エストラーダと再戦、エストラーダから変則打で序盤にダウンを奪い接戦になるも、エストラーダに一枚上をいかれ11回2分22秒TKO負けを喫し王座獲得に失敗した。
2023年11月17日、ウズベキスタン・タシュケントのフーモ・アリーナで元WBC世界ライトフライ級王者でWBC世界スーパーフライ級3位のペドロ・ゲバラとWBC暫定世界同級王座決定戦を行い、12回2-1（116-110、115-111、111-115）の判定勝ちを収め暫定ながらも7年2ヶ月ぶりの王座返り咲きに成功した。
2024年5月12日、西オーストラリア州パースのRACアリーナで行われるワシル・ロマチェンコ対ジョージ・カンボソス・ジュニアの前座でWBC世界スーパーフライ級4位のアンドリュー・モロニーとWBC暫定世界同級タイトルマッチを行う予定だったが、クアドラスが左アキレス腱を負傷したため中止となり、2024年3月27日付で暫定王座を返上した。

## 戦績
- アマチュアボクシング：160戦 140勝 20敗
- プロボクシング：50戦 44勝 (28KO) 5敗 1分

| 戦           | 日付           | 勝敗 | 時間     | 内容         | 対戦相手                           | 国籍           | 備考                                                  |
| ------------ | -------------- | ---- | -------- | ------------ | ---------------------------------- | -------------- | ----------------------------------------------------- |
| 1            | 2008年5月31日  | ☆    | 1R       | TKO          | マルコ・トゥーリサ                 | メキシコ       | プロデビュー戦                                        |
| 2            | 2008年6月14日  | ☆    | 1R       | KO           | ダビド・ラミレス                   | メキシコ       |                                                       |
| 3            | 2008年7月16日  | ☆    | 1R 0:26  | KO           | アンプロシオ・マルチネス           | メキシコ       |                                                       |
| 4            | 2008年8月30日  | ☆    | 4R 0:10  | TKO          | ナハム・セロン                     | メキシコ       |                                                       |
| 5            | 2008年10月26日 | ☆    | 2R 2:48  | TKO          | 又吉康幸（沖縄ワールドリング）     | 日本           |                                                       |
| 6            | 2008年12月20日 | ☆    | 2R 1:16  | TKO          | ロドルフォ・ガライ                 | メキシコ       |                                                       |
| 7            | 2009年3月12日  | ☆    | 1R 1:50  | KO           | セクシット・ポー・ティティマ       | タイ           |                                                       |
| 8            | 2009年4月4日   | ☆    | 1R 2:55  | TKO          | アルツロ・カマルゴ                 | メキシコ       |                                                       |
| 9            | 2009年6月27日  | ☆    | 1R 1:31  | KO           | ヘスス・セハ                       | メキシコ       |                                                       |
| 10           | 2009年8月23日  | ☆    | 6R 0:27  | TKO          | ホシマール・オリバエス             | メキシコ       |                                                       |
| 11           | 2009年9月26日  | ☆    | 1R       | KO           | ホセ・ルイス・アマド               | メキシコ       |                                                       |
| 12           | 2009年10月24日 | ☆    | 2R       | KO           | ウンベルト・モラレス               | メキシコ       |                                                       |
| 13           | 2009年11月20日 | ☆    | 2R 1:46  | KO           | ミゲル・ティケ                     | メキシコ       |                                                       |
| 14           | 2009年12月16日 | ☆    | 8R       | 判定 3-0     | パウリノ・ビシャロボス             | メキシコ       |                                                       |
| 15           | 2010年2月20日  | ☆    | 5R 2:12  | TKO          | オスワルド・ロドリゲス             | メキシコ       | WBCインターナショナルスーパーフライ級ユース王座決定戦 |
| 16           | 2010年3月20日  | ☆    | 8R       | 判定 2-1     | アルベルト・チュク                 | メキシコ       |                                                       |
| 17           | 2010年6月5日   | ☆    | 1R       | KO           | ナハム・セロン                     | メキシコ       |                                                       |
| 18           | 2010年8月6日   | ☆    | 5R 1:55  | TKO          | ホセ・バレロ                       | メキシコ       |                                                       |
| 19           | 2010年11月26日 | ☆    | 1R 1:45  | KO           | サクチャイ・ソータナピニョ         | タイ           |                                                       |
| 20           | 2011年4月8日   | ☆    | 2R 2:42  | TKO          | フィッサヌテープ・チャイヨンジム   | タイ           |                                                       |
| 21           | 2011年6月17日  | ☆    | 10R      | 判定 3-0     | アルマンド・サントス               | メキシコ       | WBCインターナショナルユース防衛1                      |
| 22           | 2011年9月24日  | ☆    | 2R 2:57  | TKO          | ジョニー・ガルシア                 | メキシコ       | WBC米大陸スーパーフライ級王座決定戦                   |
| 23           | 2011年11月7日  | ☆    | 6R 1:52  | TKO          | アルベルト・チュク                 | メキシコ       |                                                       |
| 24           | 2012年3月31日  | ☆    | 10R      | 判定 3-0     | ウンベルト・モラレス               | メキシコ       |                                                       |
| 25           | 2012年6月16日  | ☆    | 5R 1:59  | KO           | ハビエル・フランコ                 | メキシコ       | WBC米大陸防衛1                                        |
| 26           | 2012年9月29日  | ☆    | 7R       | TKO          | ロナルド・バレラ                   | コロンビア     | WBC世界スーパーフライ級シルバー王座決定戦             |
| 27           | 2012年11月24日 | ☆    | 12R      | 判定 3-0     | フェルナンド・ルマカド             | フィリピン     | WBCシルバー防衛1                                      |
| 28           | 2013年3月2日   | ☆    | 7R 2:33  | TKO          | ビクトル・サレタ                   | メキシコ       | WBCシルバー防衛2                                      |
| 29           | 2013年12月31日 | ☆    | 2R 2:22  | TKO          | ソンセーンレック・ポスワンジム     | タイ           |                                                       |
| 30           | 2014年5月31日  | ☆    | 8R       | 負傷判定 3-0 | シーサケット・ソー・ルンヴィサイ   | タイ           | WBC世界スーパーフライ級タイトルマッチ                 |
| 31           | 2014年9月20日  | △    | 4R 2:28  | 負傷         | ホセ・サルガド                     | メキシコ       | WBC防衛1                                              |
| 32           | 2014年11月13日 | ☆    | 6R 0:36  | TKO          | マービン・マバイト                 | フィリピン     | WBC防衛2                                              |
| 33           | 2015年4月4日   | ☆    | 12R      | 判定 3-0     | ルイス・コンセプシオン             | パナマ         | WBC防衛3                                              |
| 34           | 2015年8月15日  | ☆    | 5R 1:11  | TKO          | ディクソン・フローレス             | ニカラグア     | WBC防衛4                                              |
| 35           | 2015年11月28日 | ☆    | 12R      | 判定 3-0     | 江藤光喜 （白井・具志堅）          | 日本           | WBC防衛5                                              |
| 36           | 2016年4月23日  | ☆    | 8R 終了  | TKO          | リッチー・メプラナム               | フィリピン     | WBC防衛6                                              |
| 37           | 2016年9月10日  | ★    | 12R      | 判定 0-3     | ローマン・ゴンサレス               | ニカラグア     | WBC陥落                                               |
| 38           | 2017年3月18日  | ☆    | 10R      | 判定 3-0     | デビッド・カルモナ                 | メキシコ       |                                                       |
| 39           | 2017年9月9日   | ★    | 12R      | 判定 0-3     | ファン・フランシスコ・エストラーダ | メキシコ       | WBC世界スーパーフライ級挑戦者決定戦                   |
| 40           | 2018年2月24日  | ★    | 10R      | 判定 0-2     | マックウィリアムズ・アローヨ       | プエルトリコ   | WBC世界スーパーフライ級シルバー王座決定戦             |
| 41           | 2018年8月18日  | ☆    | 7R       | 負傷判定 3-0 | リカルド・ヌニェス                 | パナマ         | WBAラテンアメリカバンタム級暫定王座決定戦             |
| 42           | 2019年5月25日  | ☆    | 8R       | 判定 3-0     | ダニエル・ロサノ                   | アメリカ合衆国 |                                                       |
| 43           | 2019年9月14日  | ☆    | 6R       | 判定 2-0     | ホセ・マリア・カルデナス           | メキシコ       |                                                       |
| 44           | 2020年10月23日 | ★    | 11R 2:22 | TKO          | ファン・フランシスコ・エストラーダ | メキシコ       | WBC世界スーパーフライ級タイトルマッチ                 |
| 45           | 2022年2月5日   | ★    | 12R      | 判定 0-3     | ジェシー・ロドリゲス               | アメリカ合衆国 | WBC世界スーパーフライ級王座決定戦                     |
| 46           | 2023年2月10日  | ☆    | 10R      | 判定 3-0     | ランベルト・マシアス               | メキシコ       |                                                       |
| 47           | 2023年8月4日   | ☆    | 5R 0:56  | TKO          | フアン・カルロス・ミレレス         | メキシコ       |                                                       |
| 48           | 2023年11月17日 | ☆    | 12R      | 判定 2-1     | ペドロ・ゲバラ                     | メキシコ       | WBC世界スーパーフライ級暫定王座決定戦                 |
| 49           | 2024年12月6日  | ☆    | 8R       | 判定 3-0     | ファン・ラミレス                   | メキシコ       |                                                       |
| 50           | 2025年5月16日  | ☆    | 10R      | 判定 3-0     | ルイス・グスマン                   | メキシコ       |                                                       |
| テンプレート |                |      |          |              |                                    |                |                                                       |

## 獲得タイトル
- WBCインターナショナルスーパーフライ級ユース王座
- WBC米大陸スーパーフライ級王座
- WBC世界スーパーフライ級シルバー王座
- WBC世界スーパーフライ級王座（防衛6）
- WBAラテンアメリカバンタム級暫定王座
- WBC世界スーパーフライ級暫定王座（防衛0=返上）